# Tober Brandt
Pour les articles homonymes, voir Brandt.
Tober Brandt (né en 1976) est un acteur américain de films pornographiques homosexuels. Il est considéré comme « une icône hyper-masculine ».

## Biographie
Au début des années 2000, il tourne dans quelques vidéos sous le pseudonyme de "Tigger". Il se met ensuite à travailler principalement pour Titan Media. Très musclé, il se spécialise dans les films de BDSM gay, prenant aussi bien des rôles actifs que passifs. Il apparaît également dans quelques vidéos produites par Raging Stallion Studios.
Il tourne pour KinkMen quelques vidéos où son nom apparaît dans les titres. Il joue ensuite dans plusieurs vidéos chez Treasure Island Media.

## Vidéographie sélective
- 2001 : The Missing Link de Chi Chi LaRue, avec Chad Hunt
- 2005 : Big Muscle de Brian Mills (Titan Media)
- 2005 : Cirque Noir, avec Buck Angel (Titan Media)
- 2006 : Folsom Filth de Brian Mills, avec Diesel Washington, Damien Crosse, François Sagat
- 2006 : Lifeguard: The Men of Deep Water Beach de Joe Gage, avec Colby Keller, Ray Dragon
- 2007 : Fear de Brian Mills, avec Diesel Washington, François Sagat
- 2007 : Folsom Leather, avec Arpad Miklos, Alex Baresi, Tyler Saint
- 2008 : Mens Room III: Ozark Mtn. Exit 8 de Joe Gage, avec Jesse Santana, Damien Crosse (Titan Media)
- 2008 : Hotter than Hell 2, de Chris Ward et Ben Leon, avec Ricky Sinz et Steve Cruz (Raging Stallion)
- 2008 : Master Tober Brandt and Slave Chet avec Chet Waker et Van Darkholme (KinkMen)
- 2009 : Naked Kombat (1 épisode, Kink.com)
- 2014 : Tool Belt (Titan Media)

## Récompenses
- GayVN Awards 2009 : meilleur performeur dans une vidéo fétichiste[5]